# Camponotus prostans
Camponotus prostans é uma espécie de inseto do gênero Camponotus, pertencente à família Formicidae.